# Lotta Sea Lice
Lotta Sea Lice är ett samarbetsalbum av Courtney Barnett och Kurt Vile, utgivet den 13 oktober 2017 på Matador, Marathon Artists och Milk! Records. Albumet kom till efter att de båda musikerna hade jamat tillsammans och därefter beslutade sig för bege sig ut på en gemensam turné, som inleddes i juni 2017.

## Låtlista
1. "Over Everything" (Kurt Vile) – 6:19
2. "Let It Go" (Courtney Barnett) – 4:33
3. "Fear Is Like a Forest" (Jen Cloher) – 4:47
4. "Outta the Woodwork" (Barnett) – 6:21
5. "Continental Breakfast" (Vile) – 4:53
6. "On Script" (Barnett) – 3:59
7. "Blue Cheese" (Vile) – 4:37
8. "Peepin' Tom" (Vile) – 4:14
9. "Untogether" (Tanya Donelly) – 4:50